# Sportjahr 1949
Liste der Sportjahre

◄◄ | ◄ | 1945 | 1946 | 1947 | 1948 | Sportjahr 1949 | 1950 | 1951 | 1952 | 1953 | ► | ►►

Weitere Ereignisse

## Badminton
Höhepunkte des Badmintonjahres 1949 waren die All England, die Denmark Open, die Irish Open, die Scottish Open und die French Open. Erstmals wurde der Thomas Cup ausgetragen, den Malaya gewinnen konnte. In Belgien, Burma und auf den Philippinen wurden erstmals nationale Titelkämpfe ausgetragen.

### Internationale Veranstaltungen
| Veranstaltung | Herreneinzel     | Dameneinzel           | Herrendoppel                  | Damendoppel                  | Mixed                              |
| ------------- | ---------------- | --------------------- | ----------------------------- | ---------------------------- | ---------------------------------- |
| All England   | David G. Freeman | Aase Schiøtt Jacobsen | Ooi Teik Hock Teoh Seng Khoon | Betty Uber Queenie Allen     | Clinton Stephens Patricia Stephens |
| Denmark Open  | David G. Freeman | Tonny Ahm             | Ooi Teik Hock Teoh Seng Khoon | Tonny Ahm Kirsten Thorndahl  | Chan Kon Leong Tonny Ahm           |
| French Open   | David Choong     | Anne Lehmeier         | Foo Sun Lau Yat Sun Lau       | Mavis Henderson Audrey Stone | David Choong Anne Lehmeier         |
| Malaysia Open | Wong Peng Soon   | Helen Heng            | Chan Kon Leong Yeoh Teck Chye | Amy Choong Cheah Kooi San    | Eddy Choong Amy Choong             |

## Eishockey
Bei der Eishockeyweltmeisterschaft vom 12. bis 20. Februar 1949 in Stockholm (Schweden) wird die Tschechoslowakei Eishockeyweltmeister. Zweiter wird Kanada, Dritter werden die Vereinigten Staaten.

## Leichtathletik
- 1. Mai – Viljo Heino, Finnland, lief die 10.000 m der Herren in 29:27,2 min.
- 22. Juni – Emil Zatopek, Tschechoslowakei, lief die 10.000 Meter der Herren in 29:21,2 min.
- 25. Juli – Natalja Smirnizkaja, Ukraine erreichte im Speerwurf der Damen 49,59 m.
- 5. August – Natalja Smirnizkaja, Sowjetunion, erreichte im Speerwurf der Damen 53,41 m.
- 12. August – Gaston Reiff, Belgien, lief die 3000 Meter der Herren in 7:58,8 min.
- 28. August – Jim Fuchs, USA, erreichte im Kugelstoßen der Herren 17,79 m.
- 8. September – Fortune Gordien, USA, erreichte im Diskuswurf der Herren 56,46 m.
- 13. September – Fortune Gordien, USA, erreichte im Diskuswurf der Herren 56,97 m.
- 22. Oktober – Emil Zatopek, Tschechoslowakei, lief die 10.000 Meter der Herren in 29:21,2 min.
- 4. November – Imre Németh, Ungarn, erreichte im Hammerwurf der Herren 59,57 m.

## Motorsport

### Motorradsport

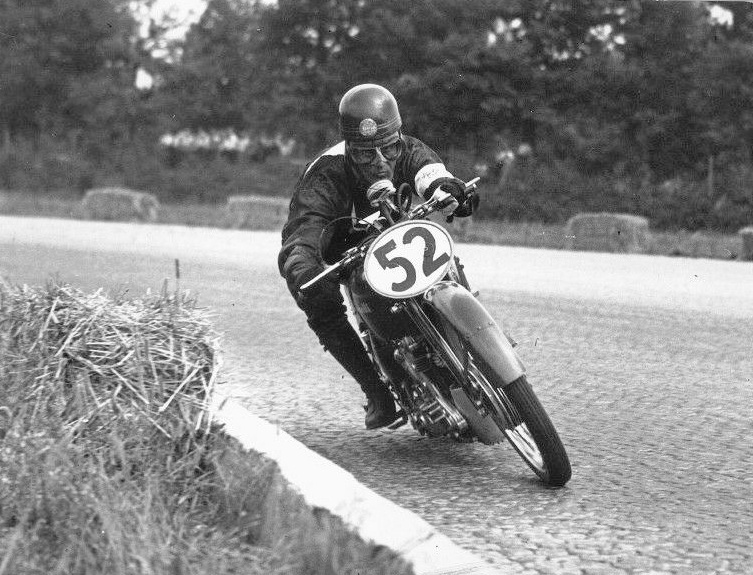
250-cm³-Vizeweltmeister Dario Ambrosini 1949 auf Benelli beim Großen Preis der Nationen in Monza.

#### Motorrad-Weltmeisterschaft
- Motorrad-Weltmeisterschaft 1949

Die von der FIM erstmals ausgeschriebene Motorrad-Weltmeisterschaft wurde zwischen dem 12. Juni und dem 4. September ausgetragen.

##### 500-cm³-Klasse
- Weltmeister in der 500-cm³-Klasse wird 37-jährige A.J.S.-Werksfahrer Leslie Graham aus Großbritannien. Auf den Plätzen zwei und drei folgen die beiden italienischen Gilera-Werkspiloten Nello Pagani und Arciso Artesiani. In der Konstrukteurswertung setzt sich A.J.S. gegen Gilera und Norton durch.

##### 350-cm³-Klasse
- In 350-cm³-Klasse gewinnt der 40-jährige Brite Freddie Frith auf Velocette den Titel. Zweiter wird der Ire Reg Armstrong auf A.J.S., Dritter Friths Landsmann und Teamkollege Bob Foster. In der Konstrukteurswertung siegt Velocette vor A.J.S. und Norton.

##### 250-cm³-Klasse
- Den Titel in der 250-cm³-Klasse gewinnt der 28-jährige Italiener Bruno Ruffo auf Moto Guzzi vor seinem Landsmann Dario Ambrosini (Benelli) und dem Briten Ronald Mead (Norton). In der Konstrukteurswertung setzt sich Moto Guzzi vor Benelli und Rudge durch.

##### 125-cm³-Klasse
- Weltmeister in der 125-cm³-Klasse wird 37-jährige F.B Mondial-Werksfahrer Nello Pagani. Auf den Plätzen zwei und drei folgen seine Landsmänner Renato Magi und Umberto Masetti (beide Morini). In der Konstrukteurswertung setzt sich F.B Mondial gegen Morini und MV Agusta durch.

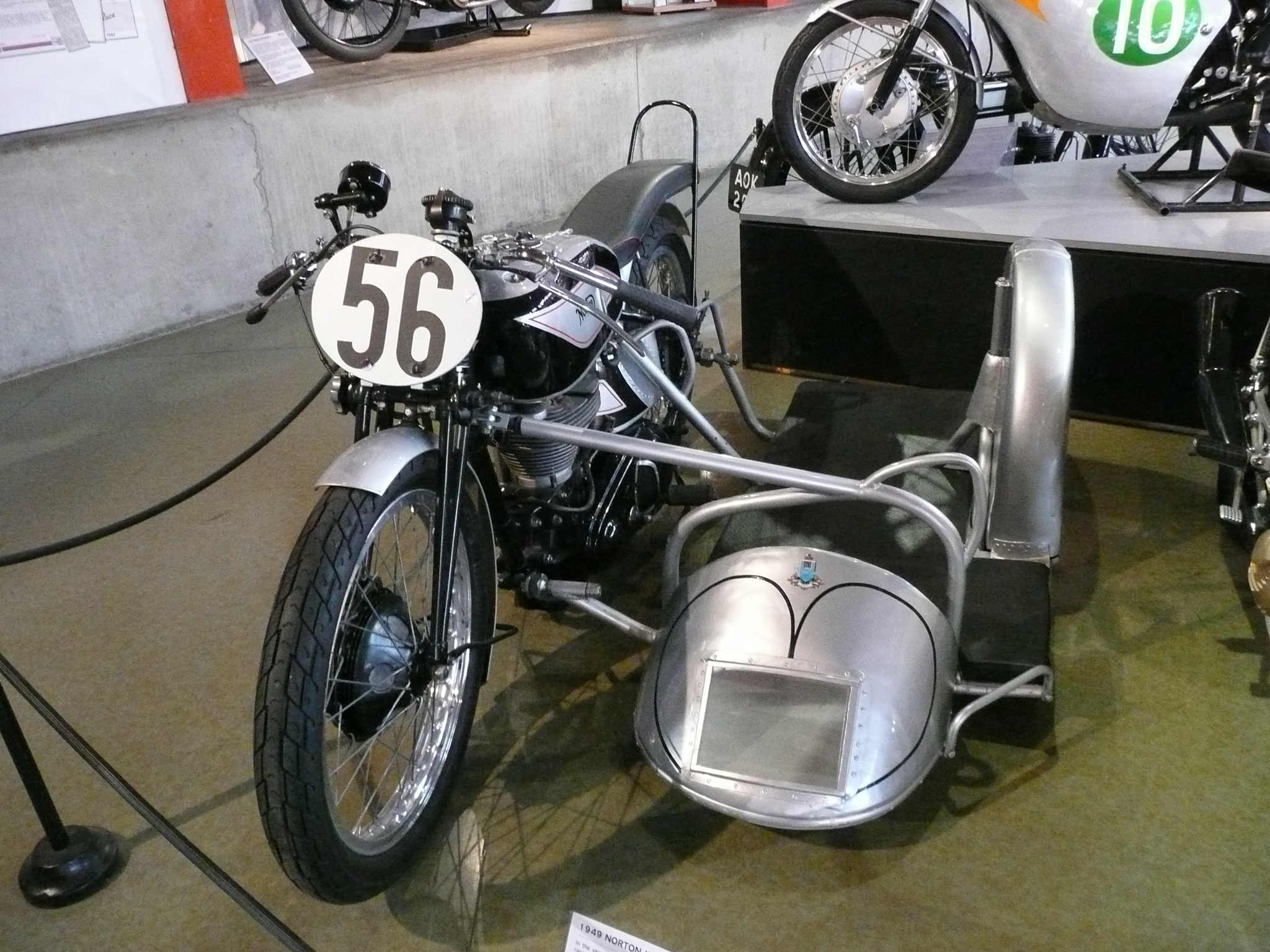
Ein Norton-Watsonian-Gespann von 1949 wie es auch Eric Oliver pilotierte im National Motor Museum in Beaulieu.

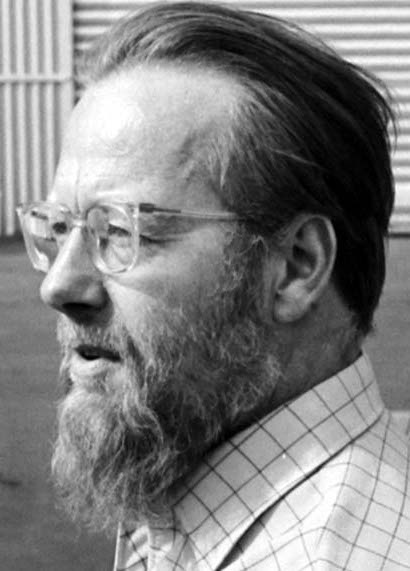
Denis Jenkinson 1967

##### Gespann-Klasse (600 cm³)
- Weltmeister bei den Gespannen wird das britische Duo Eric Oliver / Denis Jenkinson auf Norton. Auf Rang zwei folgen die Italiener Ercole Frigerio / Lorenzo Dobelli auf Gilera, Dritter wird Frans Vanderschrick (Belgien) mit Beifahrer Martin Whitney (Großbritannien) auf Norton. In der Konstrukteurswertung siegt Norton vor Gilera und BMW.

#### Deutsche Motorrad-Straßenmeisterschaft
- Deutsche Meister werden Carl Döring (DKW, 125 cm³), Friedel Schön (Bücker-J.A.P., 250 cm³), Siegfried Wünsche (DKW, 350 cm³), Georg Meier (BMW, 500 cm³), Max Klankermeier / Hermann Wolz (BMW, Gespanne 600 cm³) und Sepp Müller / Karl Rührschneck (BMW, Gespanne 1000 cm³).

## Rugby
- Australien, Neuseeland und Südafrika treten dem International Rugby Football Board (IRFB, heute World Rugby) bei.

## Ski nordisch
- In Isny im Allgäu finden vom 11. bis 13. Februar die Deutsche Nordische Skimeisterschaften 1949.
  - Günther Meergans (TSV 1860 München) in deutscher Meister in der Nordischen Kombination.
  - Toni Brutscher wird deutscher Meister im Spezialsprunglauf.
  - Toni Rupp (SC Sonthofen) wird deutscher Meister im 18 km Skilanglauf.
  - Georg Schlechter, Hermann Lochbiehler, Günther Meergans, Toni Rupp werden gemeinsam in der Staffel BSV I deutscher Meister im Wettbewerb Verbandsstaffel.

## Tischtennis
- Tischtennisweltmeisterschaft 1949  4. bis 10. Februar 1949 in Stockholm (Schweden)

## Geboren

### Januar
- 01. Januar: Vehbi Akdağ, türkischer Ringer († 2020)
- 01. Januar: Anne Trabant-Haarbach, deutsche Fußballspielerin
- 02. Januar: Nikolai Iwanowitsch Pankin, sowjetischer Schwimmer († 2018)
- 05. Januar: Erich Buck, deutscher Eiskunstläufer
- 05. Januar: Klaus-Dieter Bieler, deutscher Leichtathlet
- 06. Januar: Christine Dacremont, französische Automobilrennfahrerin
- 09. Januar: Wladimir Repnjow, russischer Eishockeyspieler
- 10. Januar: Carlos Alhinho, kap-verdisch-portugiesischer Fußballspieler und -trainer († 2008)

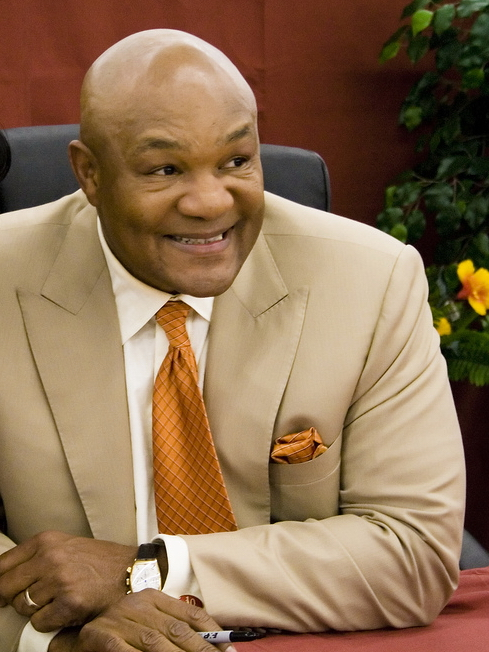
George Foreman

- 10. Januar: George Foreman, US-amerikanischer Boxer und christlicher Geistlicher († 2025)
- 11. Januar: Raúl Castronovo, argentinischer Fußballspieler

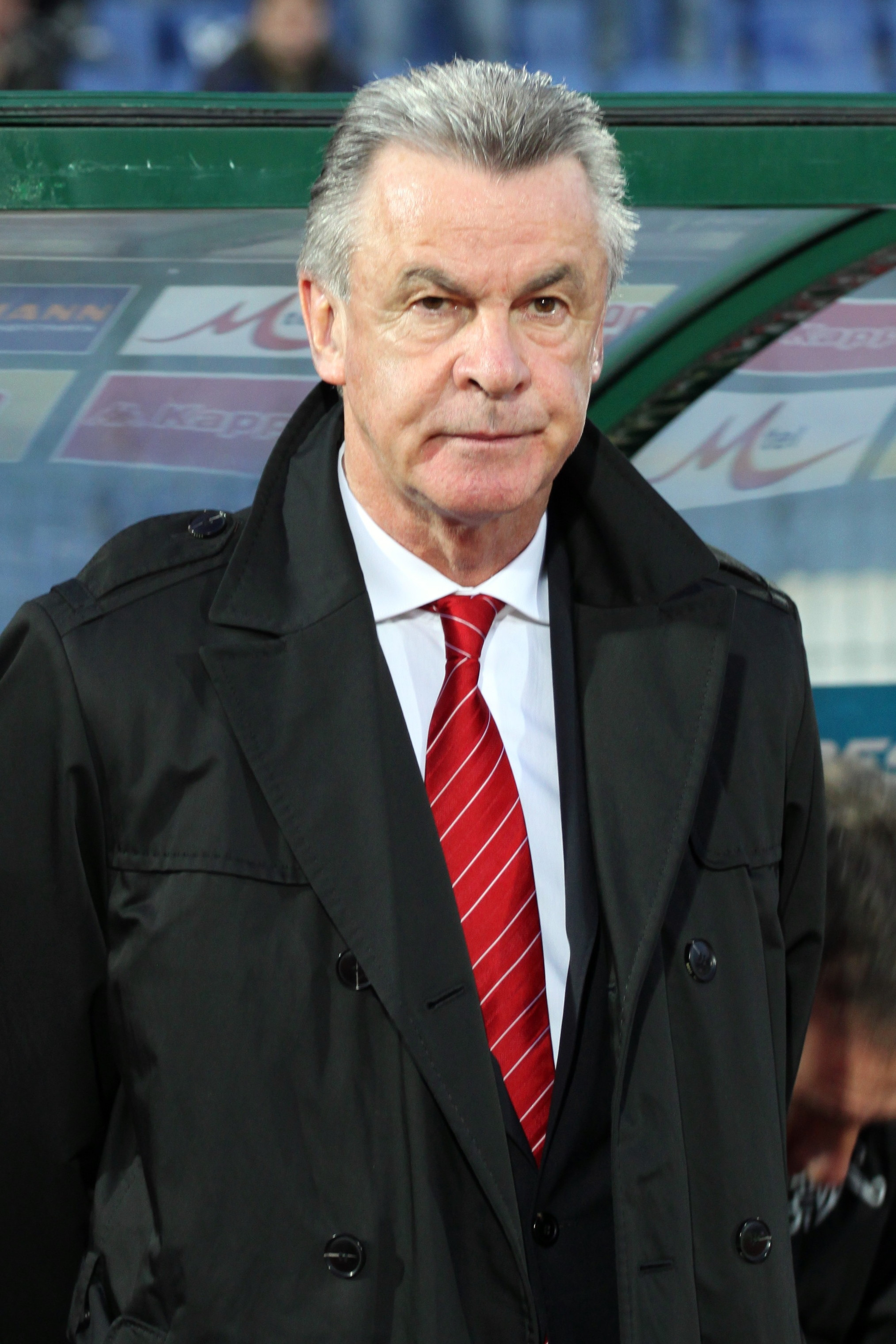
Ottmar Hitzfeld

- 12. Januar: Ottmar Hitzfeld, deutscher Fußballspieler und -trainer
- 13. Januar: Jurij Blinow, russischer Eishockeyspieler
- 17. Januar: Heini Hemmi, Schweizer Skirennläufer
- 21. Januar: Adelquis Remón Gay, kubanischer Schachspieler († 1992)
- 25. Januar: Doc Bundy, US-amerikanischer Automobilrennfahrer
- 27. Januar: Per Røntved, dänischer Fußballspieler († 2023)
- 27. Januar: Galina Stepanskaja, sowjetisch-russische Eisschnellläuferin
- 28. Januar: Gregg Popovich, US-amerikanischer Basketballtrainer
- 28. Januar: Barry Robinson, britischer Automobilrennfahrer
- 28. Januar: Pjotr Worobjow, sowjetisch-russischer Eishockeyspieler und -trainer
- 30. Januar: Jacques Alméras, französischer Rennfahrer und Rennstallbesitzer
- 30. Januar: Michail Nepomnjaschtschi, russischer Schachspieler

### Februar
- 01. Februar: Franco Causio, italienischer Fußballspieler
- 01. Februar: Anna Borissowna Passocha, sowjetische Ruderin
- 03. Februar: Richard Jones, britischer Automobilrennfahrer
- 03. Februar: Hennie Kuiper, niederländischer Radrennfahrer
- 06. Februar: Adrian Alston, australischer Fußballspieler
- 06. Februar: Manuel Orantes, spanischer Tennisspieler
- 06. Februar: Bent Tomtum, norwegischer Skispringer († 2001)
- 09. Februar: Gennadi Korban, sowjetischer Ringer
- 12. Februar: Fergus Slattery, irischer Rugbyspieler
- 13. Februar: Jan Egil Storholt, norwegischer Eisschnellläufer
- 19. Februar: Gennadi Korschikow, sowjetisch-russischer Ruderer
- 20. Februar: Mario Lega, italienischer Motorradrennfahrer
- 21. Februar: Ronnie Hellström, schwedischer Fußballtorwart († 2022)
- 22. Februar: Niki Lauda, österreichischer Automobilrennfahrer († 2019)

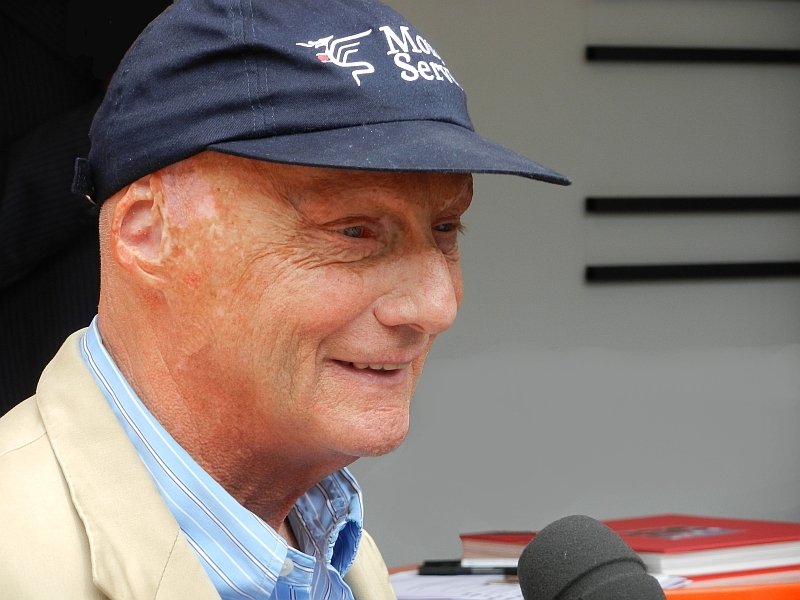
Niki Lauda

- 22. Februar: Olga Morosowa, sowjetisch-russische Tennisspielerin
- 23. Februar: Hans Kary, österreichischer Tennisspieler
- 23. Februar: Bruno Saby, französischer Rallyefahrer
- 24. Februar: Dieter Büttner, deutscher Leichtathlet
- 25. Februar: Wiktor Klimenko, russischer Kunstturner
- 28. Februar: Jennifer Lamy, australische Leichtathletin

### März
- 02. März: Isabelle Mir, französische Skirennläuferin
- 04. März: Karel Loprais, tschechischer Rallyefahrer
- 08. März: Teófilo Cubillas, peruanischer Fußballspieler
- 12. März: Natalja Kutschinskaja, sowjetische Kunstturnerin

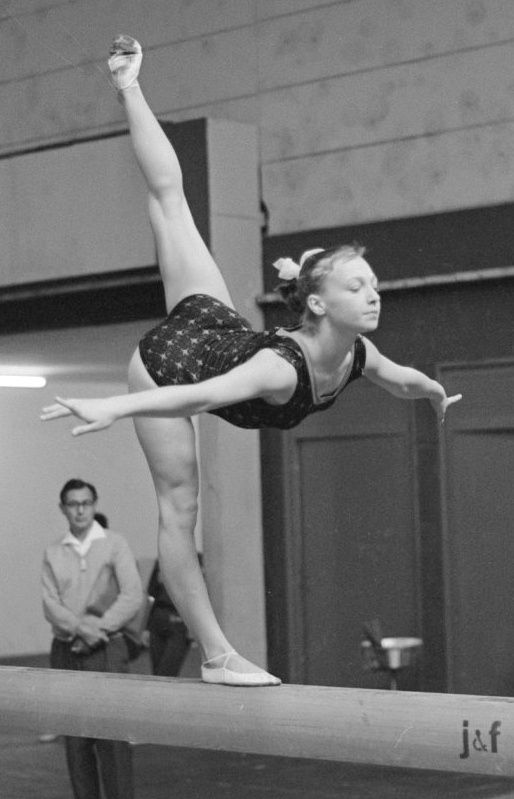
Natalja Kutschinskaja

- 13. März: Juri Skobow, russischer Skilangläufer († 2024)
- 17. März: Hartmut Briesenick, deutscher Leichtathlet († 2013)
- 18. März: Jacques Secrétin, französischer Tischtennisspieler
- 18. März: Alex Higgins, nordirischer Snookerspieler († 2010)
- 21. März: Rolf-Dieter Amend, deutscher Kanute († 2022)
- 24. März: Erwin Kremers, deutscher Fußballspieler
- 24. März: Helmut Kremers, deutscher Fußballspieler
- 24. März: Ruud Krol, niederländischer Fußballspieler
- 26. März: Giuseppe Sabadini, italienischer Fußballspieler und -trainer
- 28. März: Ernst Diehl, deutscher Fußballspieler
- 28. März: Ronnie Ray Smith, US-amerikanischer Sprinter († 2013)
- 30. März: Hans Zach, deutscher Eishockeytrainer

### April
- 02. April: Steve Saleen, US-amerikanischer Automobilrennfahrer und Unternehmer
- 07. April: Meta Antenen, schweizerische Leichtathletin
- 08. April: Hagen Klein, deutscher Motorradrennfahrer
- 13. April: Ricardo Zunino, argentinischer Automobilrennfahrer
- 14. April: Chas Mortimer, britischer Motorradrennfahrer
- 15. April: Hermann Soyez, deutscher Fußballspieler
- 19. April: Sergej Wolkow, sowjetisch-russischer Eiskunstläufer († 1990)
- 20. April: Toller Cranston, kanadischer Eiskunstläufer und Künstler († 2015)
- 22. April: Spencer Haywood, US-amerikanischer Basketballspieler
- 26. April: Carlos Bianchi, argentinischer Fußballspieler und -trainer
- 27. April: Gennadij Timoščenko, russisch-slowakischer Schachmeister und -trainer
- 28. April: Didier Bonnet, französischer Rennfahrer und Rennwagenkonstrukteur († 2011)
- 28. April: Christian Neureuther, deutscher Skifahrer
- 29. April: Kent-Harry Andersson, schwedischer Handballtrainer
- 30. April: Jean-Louis Bousquet, französischer Automobilrennfahrer
- 30. April: Karl Meiler, deutscher Tennisspieler und -trainer († 2014)

### Mai
- 02. Mai: Walter Corbo, uruguayischer Fußballspieler
- 04. Mai: Pekka Päivärinta, finnischer Leichtathlet
- 14. Mai: Klaus-Peter Thaler, deutscher Radrennfahrer
- 15. Mai: Douglas Raymond Acomb, kanadischer Eishockeyspieler
- 16. Mai: Paul Ackerley, neuseeländischer Feldhockeyspieler und -trainer († 2011)
- 16. Mai: Edgar Cüpper, belgischer Springreiter
- 16. Mai: Haig Oundjian, britischer Eiskunstläufer
- 17. Mai: Dave Hebner, US-amerikanischer Ringrichter im Wrestling, Promoter und Road Agent († 2022)
- 19. Mai: Uwe Braunschweig, deutscher Handballspieler († 2013)
- 21. Mai: Stefano Anzi, italienischer Unternehmer und Skirennläufer
- 26. Mai: Ricardo Arredondo, mexikanischer Boxer († 1991)
- 29. Mai: Gina Bovaird, US-amerikanische Motorradrennfahrerin
- 29. Mai: Wilhelm Kreuz, österreichischer Fußballspieler
- 30. Mai: Hans Baumgartner, deutscher Leichtathlet

### Juni
- 01. Juni: Georges Claes, belgischer Radrennfahrer († 2010)
- 03. Juni: Bakary Jarju, gambischer Leichtathlet
- 04. Juni: Maria Canins, italienische Radrennfahrerin, Skilangläuferin und Mountainbikerin
- 04. Juni: Rainer Ulrich, deutscher Fußballspieler und -trainer († 2023)
- 05. Juni: Frank Schubert, deutscher Endurosportler
- 07. Juni: Albert Zweifel, Schweizer Radrennfahrer
- 08. Juni: Hildegard Falck, deutsche Leichtathletin
- 10. Juni: Simon Webb, britischer Schachspieler († 2005)
- 13. Juni: Flip van Lidth de Jeude, niederländischer Hockeyspieler
- 15. Juni: Klaus Havenstein, deutscher Fußballspieler (DDR)
- 16. Juni: Paulo César Lima, brasilianischer Fußballspieler („Caju“)
- 16. Juni: Ralph Mann, US-amerikanischer Leichtathlet († 2025)
- 18. Juni: Anton Gorbunow, deutscher Langstreckenläufer
- 19. Juni: Hassan Shehata, ägyptischer Fußballtrainer
- 25. Juni: Patrick Tambay, französischer Automobilrennfahrer († 2022)
- 27. Juni: Michael Quaas, deutscher Handballtrainer und Handballspieler
- 29. Juni: Dan Dierdorf, US-amerikanischer American-Football-Spieler und Sportmoderator

### Juli
- 03. Juli: Bernard Robin, französischer Automobilrennfahrer
- 05. Juli: Mohammed Ali Akid, tunesischer Fußballspieler († 1979)
- 08. Juli: Christina Heinich, deutsche Leichtathletin
- 18. Juli: Jerzy Gorgoń, polnischer Fußballspieler
- 21. Juli: Ljudmila Smirnowa, russische Eiskunstläuferin
- 22. Juli: Lasse Virén, finnischer Leichtathlet
- 24. Juli: Olga Karassjowa, russisch-sowjetische Kunstturnerin
- 24. Juli: Josef Pirrung, deutscher Fußballspieler († 2011)
- 27. Juli: Bernt Jansen, deutscher Tischtennisspieler
- 27. Juli: Predrag Timko, jugoslawischer Handballspieler

### August
- 02. August: Roy Andersson, schwedischer Fußballspieler
- 02. August: Louis Krages, deutscher Automobilrennfahrer und Geschäftsmann († 2001)
- 03. August: Walerij Wassiljew, sowjetischer Eishockeyspieler († 2012)
- 05. August: Helga Seidler, deutsche Leichtathletin
- 06. August: Horst Wohlers, deutscher Fußballspieler und -trainer
- 10. August: Jean-Claude Basso, französischer Automobilrennfahrer
- 14. August: Morten Olsen, dänischer Fußballspieler und -trainer
- 15. August: Heinz-Dieter Greif, deutscher Fußballspieler
- 16. August: Klaus Ehl, deutscher Leichtathlet
- 17. August: Edgar Schneider, deutscher Fußballspieler
- 19. August: Alexander Lukjanow, russischer Ruderer
- 20. August: Nikolai Iwanow, russischer Ruderer († 2012)
- 21. August: Walter Szczerbiak, deutscher Basketballspieler
- 22. August: Mwepu Ilunga, zairischer Fußballspieler und -trainer († 2015)
- 24. August: Natalja Lebedewa, sowjetisch-russische Hürdenläuferin

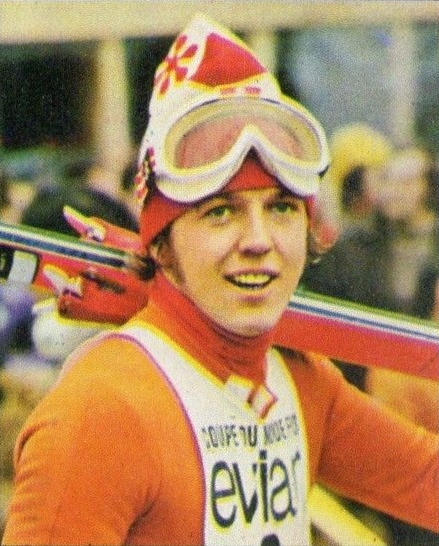
David Zwilling

- 24. August: David Zwilling, österreichischer Skirennläufer
- 28. August: Svetislav Pešić, serbischer Basketballspieler und -trainer
- 28. August: Conny Torstensson, schwedischer Fußballspieler
- 31. August: Olaf Berner, deutscher Lehrer und Handballspieler

### September
- 03. September: José Pékerman, argentinischer Fußballspieler
- 09. September: John Curry, britischer Eiskunstläufer († 1994)
- 09. September: Joe McNulty, US-amerikanischer Skilangläufer
- 11. September: Bill Whittington, US-amerikanischer Automobilrennfahrer
- 12. September: Irina Rodnina, russische Eiskunstläuferin
- 15. September: Michael Lameck, deutscher Fußballspieler
- 16. September: Bill Mahony, kanadischer Schwimmer
- 16. September: Franz-Josef Pauly, deutscher Fußballspieler
- 18. September: Peter Shilton, englischer Fußballspieler Peter Shilton

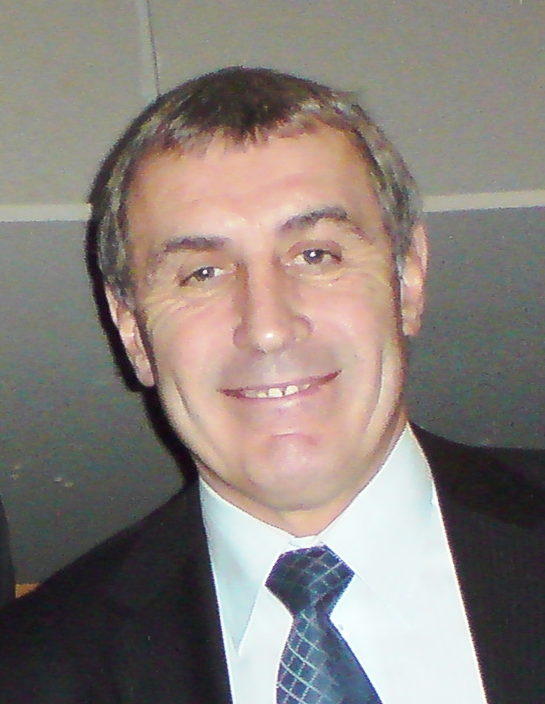
Peter Shilton

- 20. September: Carlos Babington, argentinischer Fußballspieler
- 22. September: Harold Carmichael, US-amerikanischer American-Football-Spieler
- 23. September: Juan Manuel Asensi, spanischer Fußballspieler
- 24. September: Donald Allan, australischer Radrennfahrer
- 24. September: Detlef Uhlemann, deutscher Leichtathlet und Leichtathletiktrainer
- 25. September: Jeff Borowiak, US-amerikanischer Tennisspieler
- 26. September: Walter Hofmann, deutscher Kanute
- 26. September: Gerd Zimmermann, deutscher Fußballspieler († 2022)
- 27. September: Drago Pudgar, jugoslawischer Skispringer
- 29. September: Rolf Birkhölzer, deutscher Fußballspieler
- 29. September: Toni Mang, deutscher Motorradrennfahrer
- 30. September: Klaus Westebbe, deutscher Handballspieler

### Oktober
- 02. Oktober: Michael Bleekemolen, niederländischer Automobilrennfahrer
- 04. Oktober: Mike Adamle, US-amerikanischer Sportjournalist und American-Football-Spieler
- 04. Oktober: Antonello Cuccureddu, italienischer Fußballspieler und -trainer
- 05. Oktober: Klaus Ludwig, deutscher Automobilrennfahrer
- 06. Oktober: Natalja Sokolowa, sowjetisch-russische Sprinterin
- 13. Oktober: Leif Andersson, schwedischer Ringer
- 13. Oktober: Patrick Nève, belgischer Automobilrennfahrer († 2017)
- 15. Oktober: Bilal Arular, türkischer Fußballspieler und -trainer
- 19. Oktober: Tatjana Anissimowa, russische Leichtathletin
- 20. Oktober: Walerij Borsow, sowjetischer Leichtathlet
- 22. Oktober: Butch Goring, kanadischer Eishockeyspieler und -trainer
- 22. Oktober: Joël Gouhier, französischer Automobilrennfahrer
- 22. Oktober: Arsène Wenger, französischer Fußballtrainer
- 23. Oktober: Hans-Christoph Müller, deutscher Fußballspieler
- 28. Oktober: Bruce Jenner, US-amerikanischer Leichtathlet, Schauspieler und Produzent
- 30. Oktober: Angelo Zadra, italienischer Automobilrennfahrer

### November
- 01. November: Bernhard Cullmann, deutscher Fußballspieler
- 01. November: Gunter Funk, deutscher Handballspieler und -trainer
- 01. November: Bruno Sotty, französischer Automobilrennfahrer
- 02. November: Hermann Ohlicher, deutscher Fußballspieler
- 03. November: Roswitha Krause, deutsche Schwimmerin und Handballspielerin
- 06. November: Josef Angermüller, deutscher Motorrad-Bahnrennfahrer († 1977)
- 07. November: Peter Anders, deutscher Fußballspieler
- 15. November: Michael Meier, deutscher Fußballfunktionär
- 16. November: Ruth Watt, britische Leichtathletin
- 17. November: Thomas Hill, US-amerikanischer Hürdensprinter
- 18. November: Sture Andersson, schwedischer Eishockeyspieler
- 19. November: Gabriel Hernández, mexikanischer Geher
- 20. November: Juha Mieto, finnischer Skilangläufer
- 24. November: Renate Rudolph, deutsche Handballspielerin
- 26. November: Ivan Patzaichin, rumänischer Kanute, Trainer und Sportfunktionär († 2021)
- 27. November: Otto Breg, österreichischer Bobfahrer († 2010)
- 27. November: Masanori Sekiya, japanischer Automobilrennfahrer
- 28. November: Chic Bates, englischer Fußballspieler und -trainer († 2025)
- 30. November: Jean-Claude Justice, französischer Automobilrennfahrer († 1999)

### Dezember
- 03. Dezember: John Akii-Bua, ugandischer Leichtathlet († 1997)
- 05. Dezember: Lanny Wadkins, US-amerikanischer Golfspieler
- 06. Dezember: Josef Wolfgruber, deutscher Endurosportler
- 07. Dezember: Heino Maulshagen, deutscher Fußballspieler († 2014)
- 17. Dezember: Wolfgang Böhme, deutscher Handballspieler und -trainer
- 19. Dezember: Jan Błoński, polnischer Sportfunktionär († 2020)
- 19. Dezember: Hans-Josef Kapellmann, deutscher Fußballspieler
- 21. Dezember: Peter Metz, deutscher Fußballspieler
- 22. Dezember: Manfred Burgsmüller, deutscher Fußballspieler
- 22. Dezember: Ray Guy, US-amerikanischer American-Football-Spieler († 2022)
- 23. Dezember: Lutz Stoklasa, deutscher Schwimmer
- 24. Dezember: Willi Reimann, deutscher Fußballspieler und -trainer
- 24. Dezember: Warwick Brown, australischer Automobilrennfahrer
- 26. Dezember: Keiji Matsumoto, japanischer Automobilrennfahrer († 2015)
- 28. Dezember: Gheorghe Berceanu, rumänischer Ringer († 2022)

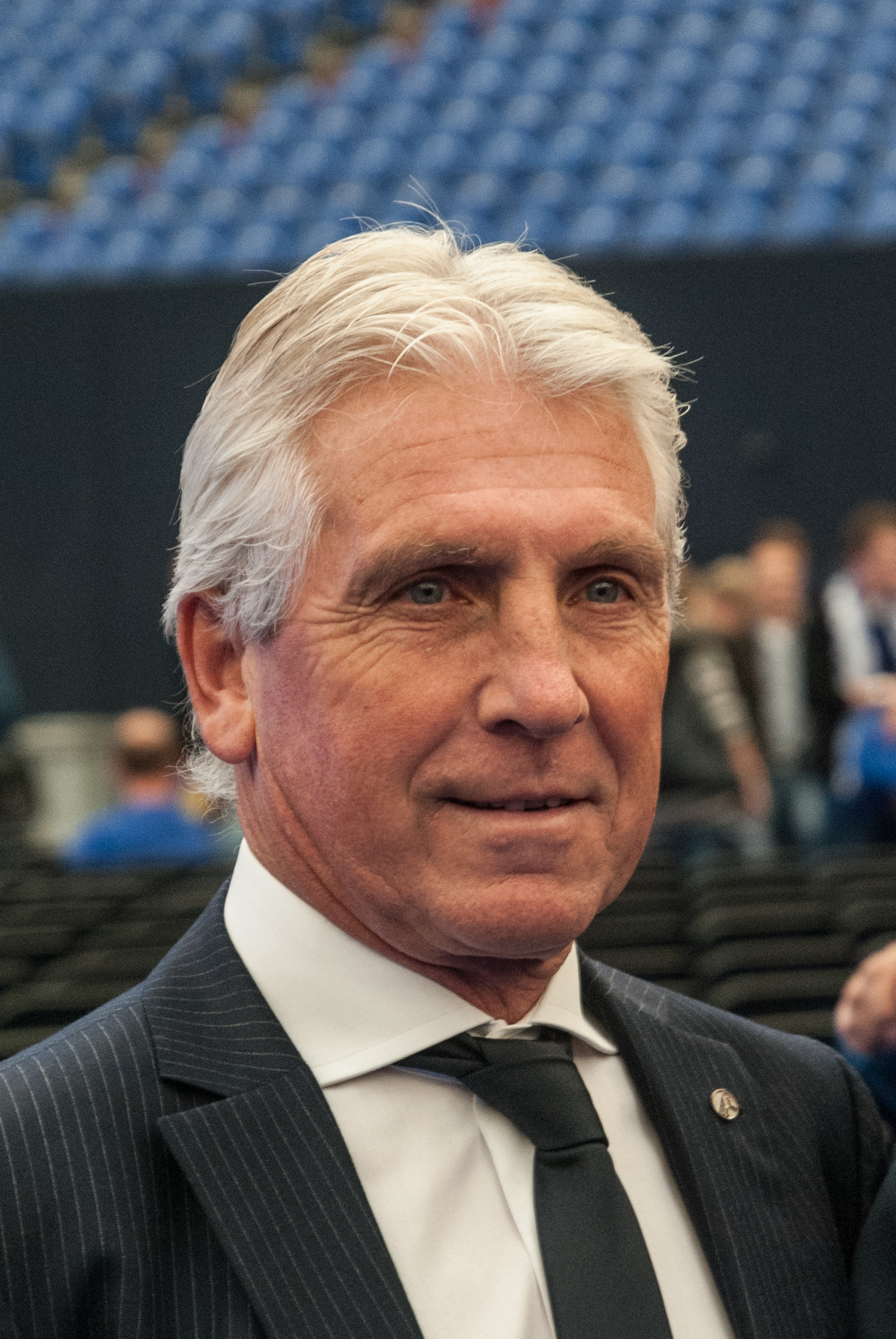
Klaus Fischer

- 27. Dezember: Klaus Fischer, deutscher Fußballspieler und -trainer
- 29. Dezember: Karl-Heinz Kalbfell, deutscher Automobil-Manager und Rennfahrer († 2013)

### Tag unbekannt
- Volker Wagner, deutscher Pädagoge, Leichtathletikmanager und -trainer

## Gestorben

### Januar
- 05. Januar: Hermann Bohne, norwegischer Turner (* 1890)
- 09. Januar: Tom Longboat, kanadischer Langstreckenläufer (* 1887)
- 10. Januar: Momcsilló Tapavicza, ungarischer Tennisspieler, Gewichtheber und Ringer (* 1872)
- 16. Januar: Gabriel Hatton, französischer Automobilrennfahrer (* 1877)
- 16. Januar: Hugo Lundevall, schwedischer Schwimmer (* 1892)
- 19. Januar: Herbert Drews, deutscher Motorradrennfahrer (* 1907)
- 23. Januar: Heinrich Tenner, österreichischer Fechter (* 1865)
- 27. Januar: Félix Carvajal, kubanischer Marathonläufer (* 1875)
- 28. Januar: Jean-Pierre Wimille, französischer Automobilrennfahrer (* 1908)
- 31. Januar: Lisa Resch, deutsche Skirennläuferin (* 1908)

### Februar
- 04. Februar: Folke Fleetwood, schwedischer Diskuswerfer (* 1890)
- 05. Februar: Harry Lott, US-amerikanischer Ruderer (* 1880)
- 06. Februar: Georg Amberger, deutscher Leichtathlet (* 1890)
- 10. Februar: Max Houben, belgischer Leichtathlet und Bobfahrer (* 1898)
- 12. Februar: Victor Gauntlett, südafrikanischer Tennisspieler (* 1884)
- 16. Februar: Roger François, französischer Gewichtheber (* 1900)
- 16. Februar: Antoinette Gillou, französische Tennisspielerin (* 1883)
- 17. Februar: Ellery Clark, US-amerikanischer Leichtathlet (* 1874)
- 18. Februar: Friedrich Wilhelm Rahe, deutscher Tennis- und Hockeyspieler (* 1888)
- 27. Februar: Charles Cresson, US-amerikanischer Tennisspieler (* 1874)
- 27. Februar: Georges Trombert, französischer Fechter (* 1874)
- 28. Februar: Ivan Eastman, US-amerikanischer Sportschütze (* 1884)

### März
- 03. März: Nicolai Philipsen, dänischer Turner (* 1880)
- 04. März: Clarence Kingsbury, britischer Radrennfahrer (* 1882)
- 04. März: George Larner, britischer Geher (* 1875)
- 04. März: Alfred Steen, norwegischer Schwimmer (* 1896)
- 06. März: Freddie Grubb, britischer Radsportler und Fahrradbauer (* 1887)
- 07. März: Julien Verdonck, belgischer Turner (* 1885)
- 09. März: Claes Johanson, schwedischer Ringer (* 1884)
- 10. März: James Rector, US-amerikanischer Leichtathlet (* 1884)
- 17. März: Paul Stevens, US-amerikanischer Bobfahrer (* 1889)
- 20. März: Karl Neuner, deutscher Nordischer Kombinierer (* 1902)
- 29. März: Helen Homans, US-amerikanische Tennisspielerin (* 1877)

### April
- 02. April: Sigfrid Öberg, schwedischer Eishockeyspieler (* 1907)
- 09. April: József Fabinyi, ungarischer Schwimmer (* 1887)
- 09. April: Hugo Jonsson, finnischer Schwimmer (* 1884)
- 09. April: Paul Leroy, französischer Bogenschütze (* 1884)
- 18. April: Ulrich Salchow, schwedischer Eiskunstläufer (* 1877)
- 19. April: Otto Nerz, deutscher Fußballspieler und -trainer (* 1892)
- 22. April: Józef Bujak, polnischer Skisportler (* 1898)
- 25. April: Maarten van Dulm, niederländischer Fechter (* 1879)
- 28. April: Kenneth Hunt, englischer Fußballspieler (* 1884)
- 30. April: Gustaf Adolf Jonsson, schwedischer Sportschütze (* 1879)

### Mai
- 01. Mai: Charles Delaporte, französischer Ruderer und Radsportler (* 1880)
- 02. Mai: William Dean, britischer Wasserballspieler (* 1887)
- 03. Mai: Gheorghe Plagino, rumänischer Sportschütze (* 1876)
- 04. Mai: Valerio Bacigalupo, italienischer Fußballspieler (* 1924)
- 04. Mai: Aldo Ballarin, italienischer Fußballspieler (* 1922)
- 04. Mai: Dino Ballarin, italienischer Fußballspieler (* 1925)
- 04. Mai: Émile Bongiorni, französischer Fußballspieler (* 1921)
- 04. Mai: Eusebio Castigliano, italienischer Fußballspieler (* 1921)
- 04. Mai: Ernő Erbstein, ungarischer Fußballspieler und -trainer (* 1898)
- 04. Mai: Rubens Fadini, italienischer Fußballspieler (* 1927)
- 04. Mai: Guglielmo Gabetto, italienischer Fußballspieler (* 1916)
- 04. Mai: Roger Grava, italienisch-französischer Fußballspieler (* 1922)
- 04. Mai: Giuseppe Grezar, italienischer Fußballspieler (* 1918)
- 04. Mai: Leslie Lievesley, englischer Fußballspieler und -trainer (* 1911)
- 04. Mai: Ezio Loik, italienischer Fußballspieler (* 1919)
- 04. Mai: Virgilio Maroso, italienischer Fußballspieler (* 1925)
- 04. Mai: Danilo Martelli, italienischer Fußballspieler (* 1923)
- 04. Mai: Valentino Mazzola, italienischer Fußballspieler (* 1919)
- 04. Mai: Romeo Menti, italienischer Fußballspieler (* 1919)
- 04. Mai: Piero Operto, italienischer Fußballspieler (* 1926)
- 04. Mai: Franco Ossola, italienischer Fußballspieler (* 1921)
- 04. Mai: Mario Rigamonti, italienischer Fußballspieler (* 1922)
- 04. Mai: Július Schubert, tschechoslowakischer Fußballspieler (* 1922)
- 05. Mai: Carlo Felice Trossi, italienischer Automobilrennfahrer (* 1908)
- 13. Mai: Wolrad Eberle, deutscher Leichtathlet (* 1908)
- 19. Mai: Raoul de Boigne, französischer Sportschütze (* 1862)
- 26. Mai: Danilo Innocenti, italienischer Leichtathlet (* 1904)
- 000Mai: Willy Rosenstein, deutscher Pilot, Kampfflieger und Automobilrennfahrer (* 1892)

### Juni
- 03. Juni: Einar Olsen, dänischer Turner (* 1893)
- 04. Juni: Miel van Leijden, niederländischer Fußballspieler (* 1885)
- 11. Juni: Charles Brunet, französischer Automobilrennfahrer (* 1895)
- 14. Juni: Donald Robertson, britischer Leichtathlet (* 1905)
- 17. Juni: Arvo Aaltonen, finnischer Schwimmer (* 1889)
- 23. Juni: Louis Segondi, französischer Mittelstreckenläufer (* 1879)
- 25. Juni: James Steen, US-amerikanischer Wasserballspieler (* 1876)
- 25. Juni: Ludwig Uettwiller, deutsch-schweizerisch-französischer Leichtathlet (* 1886)
- 28. Juni: Laurits Larsen, dänischer Sportschütze (* 1872)

### Juli
- 04. Juli: François Brandt, niederländischer Ruderer (* 1874)
- 04. Juli: István Herczeg, ungarischer Turner (* 1887)
- 13. Juli: Teun Beijnen, niederländischer Ruderer (* 1899)
- 17. Juli: Miel Mundt, niederländischer Fußballspieler (* 1880)
- 22. Juli: Allen Whitty, britischer Sportschütze (* 1867)
- 24. Juli: Nils Östensson, schwedischer Skilangläufer (* 1918)
- 29. Juli: Latino Galasso, italienischer Ruderer (* 1898)
- 31. Juli: Gordon Balfour, kanadischer Ruderer (* 1882)
- 31. Juli: Johannes Reuschle, deutscher Turner (* 1890)

### August
- 07. August: Richard Friesicke, deutscher Ruderer (* 1883)
- 08. August: Jan Korejs, tschechoslowakischer Leichtathlet (* 1907)
- 08. August: Richard Watney, britischer Automobilrennfahrer und Geschäftsmann (* 1904)
- 12. August: René Boulanger, französischer Turner (* 1895)
- 18. August: József Viola, ungarischer Fußballspieler und -trainer (* 1896)
- 000August: Bernhard Siegenthaler, Schweizer Sportschütze (* 1877)

### September
- 04. September: Paul Chocque, französischer Radrennfahrer (* 1910)
- 18. September: Vigo Andersen, dänischer Fußballtorhüter (* 1884)
- 19. September: Robert Poirier, französischer Infanterist, Flieger, Mitglied der Résistance, Unternehmer und Automobilrennfahrer (* 1894)
- 22. September: Gustave De Schryver, belgischer Radrennfahrer (* 1891)
- 24. September: Edward Owen, britischer Langstreckenläufer (* 1886)
- 24. September: Henry Petersen, dänischer Leichtathlet und Turner (* 1900)

### Oktober
- 03. Oktober: John Silén, finnischer Segler (* 1869)
- 08. Oktober: Erik Ørvig, norwegischer Segler (* 1895)
- 13. Oktober: Martial Payot, französischer Skisportler (* 1900)
- 15. Oktober: Karl Howell Behr, US-amerikanischer Tennisspieler und Bankier sowie Überlebender des Untergangs der Titanic (* 1885)
- 16. Oktober: Bernard Berg, US-amerikanischer Turner (* 1871)
- 17. Oktober: Gustaf Wretman, schwedischer Schwimmer (* 1888)
- 19. Oktober: Carlo Montù, italienischer Offizier, Flieger, Politiker, Ingenieur, Fußballspieler und Sportfunktionär (* 1869)
- 22. Oktober: Agne Holmström, schwedischer Sprinter (* 1893)
- 22. Oktober: Henry Slocum, US-amerikanischer Tennisspieler (* 1862)
- 27. Oktober: Leonard Hanson, britischer Turner (* 1887)
- 28. Oktober: Marcel Cerdan, französischer Boxer (* 1916)

### November

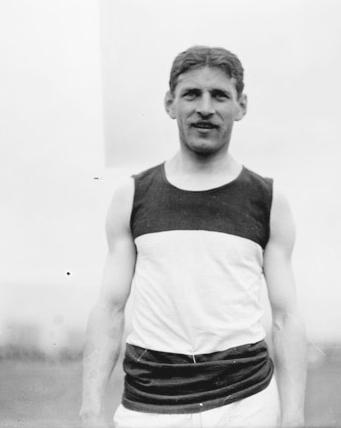
Johannes Runge

- 07. November: Frederick W. Barrett, britischer Polospieler (* 1875)
- 12. November: Johannes Runge, deutscher Leichtathlet und Sportfunktionär (* 1878)
- 14. November: Richard Dixon, britischer Segler (* 1865)
- 16. November: Frederick Naylor, britischer Schwimmer (* 1881)
- 26. November: Enrico Brusoni, italienischer Radrennfahrer (* 1878)
- 28. November: Pierre Bacqueyrisses, französischer Unternehmer und Automobilrennfahrer (* 1893)

### Dezember
- 02. Dezember: Karl Proisl, österreichischer Kanute (* 1911)
- 05. Dezember: Walter Meyer, deutscher Ruderer (* 1904)
- 07. Dezember: Rex Beach, US-amerikanischer Wasserballspieler (* 1877)
- 09. Dezember: John Mackenzie, britischer Segler (* 1876)
- 12. Dezember: Géza Szigritz, ungarischer Schwimmer, Wasserballspieler und -trainer (* 1907)
- 17. Dezember: Alex Servais, luxemburgischer Sprinter und Speerwerfer (* 1896)
- 19. Dezember: Paul Arets, belgischer Turner (* 1890)
- 21. Dezember: Georg Gerstacker, deutscher Ringer (* 1889)
- 22. Dezember: Ole Reistad, norwegischer Leichtathlet (* 1898)
- 23. Dezember: Otakar Vindyš, tschechoslowakischer Tennis-, Bandy- und Eishockeyspieler (* 1884)
- 26. Dezember: Frank Kehoe, US-amerikanischer Wasserspringer, Schwimmer und Wasserballspieler (* 1882)
- 28. Dezember: Jack Lovelock, australischer Leichtathlet (* 1910)
- 31. Dezember: Nándor Dáni, ungarischer Mittelstreckenläufer (* 1871)

### Datum unbekannt
- Bill Perkins, englischer Fußballtorhüter (* 1876)